# SVB Beker
La Coppa del Suriname, ufficialmente in olandese SVB-beker, è la competizione calcistica che affianca il campionato e a cui prendono parte le squadre affiliate alla SVB.
La vincitrice si qualifica per la Supercoppa del Suriname.

## Storia
Già negli anni trenta erano state disputate competizioni con formula a eliminazione diretta, riservate a squadre della regione di Paramaribo. La Dragten Cup, giocata dal 1929 al 1934, la Emancipatie Cup, dal 1929 al 1935 e la Bueno Cup, disputata per due edizioni nel 1933 e 1934, possono essere considerate come predecessori della moderna coppa del Suriname.
Questa competizione viene inaugurata nel 1992, aperta ai club delle divisioni maggiori (Hoofdklasse e Eersteklasse), e viene vinta dal PVV, l'antica squadra della polizia. Per tre stagioni la coppa non si disputò, poi riprese nel 1996 e da allora è stata disputata ininterrottamente fino ad oggi, fatta eccezione per le edizioni del 1998 e del 2000.

## Albo d'oro
| Anno      | Vincitrice        | Finalista         | Punteggio      |
| --------- | ----------------- | ----------------- | -------------- |
| 1992      | PVV               | PVV               | PVV            |
| 1993-1995 | Non disputata.    | Non disputata.    | Non disputata. |
| 1996      | Transvaal         | Robinhood         | 2-1 dts        |
| 1997      | Robinhood         | Transvaal         | 1-0 dts        |
| 1998      | Non disputata.    | Non disputata.    | Non disputata. |
| 1999      | Robinhood         | Robinhood         | Robinhood      |
| 2000      | Non disputata.    | Non disputata.    | Non disputata. |
| 2001      | Robinhood         | Robinhood         | Robinhood      |
| 2002      | Transvaal         | Robinhood         | 0-0 (5-4 rig)  |
| 2003      | Leo Victor        | Robinhood         | 3-2            |
| 2004      | Super Red Eagles  | WBC               | 2-1            |
| 2005      | FCS Nacional      | Robinhood         | 3-1            |
| 2006      | Robinhood         | Inter Moengotapoe | 1-1 (7-6 rig)  |
| 2007      | Robinhood         | WBC               | 1-1 (4-1 rig)  |
| 2008      | Transvaal         | Notch             | 0-0 (rig)      |
| 2009      | WBC               | Inter Moengotapoe | 6-6 (5-3 rig)  |
| 2010      | Excelsior         | Takdier Boys      | 2-0            |
| 2011      | Notch             | WBC               | 4-2            |
| 2012      | Inter Moengotapoe | Excelsior         | 5-2            |
| 2013      | WBC               | Takdier Boys      | 1-1 (4-3 rig)  |
| 2014      | Leo Victor        | Notch             | 4-2            |

## Vittorie per club
| Club              | Vittorie |
| ----------------- | -------- |
| Robinhood         | 5        |
| Transvaal         | 3        |
| WBC               | 3        |
| Leo Victor        | 2        |
| Super Red Eagles  | 1        |
| FCS Nacional      | 1        |
| PVV               | 1        |
| Excelsior         | 1        |
| Notch             | 1        |
| Inter Moengotapoe | 1        |